# Steve Bug
Steve Bug, de son vrai nom Stefan Brügesch, est un DJ et producteur allemand de musique électronique qui a commencé sa carrière en 1991. Son style oscille particulièrement vers une techno minimale proche de la house avec des influences funk.
Il a notamment sorti un certain nombre de productions par le biais de son propre label, Raw Elements, qu'il avait créé en 1995. Aujourd'hui, l'essentiel de ses productions sortent sur son autre label, Poker Flat Recordings, qu'il a créé en 1998.

## Pseudonymes
- Chi Chi Squad
- The Flashy Fragrant
- S.B. Entertainment
- SB 2 DD
- Stefan Brügesch
- Superlova
- Traffic Signs

## Labels créés par Steve Bug
- Raw Elements
- Poker Flat Recordings
- Dessous
- Audiomatique